# Емі Дженсен
Емі Дженсен (англ. Amy Jensen; нар. 31 липня 1978) — колишня австралійська тенісистка.
Найвищу одиночну позицію світового рейтингу — 423 місце досягла 29 січня 2001, парну — 199 місце — 17 листопада 1997 року.

## Фінали ITF
| Легенда         |
| --------------- |
| турніри $25,000 |
| турніри $10,000 |

### Парний розряд (8–4)
| Результат | Ранг | Дата             | Місце                            | Покриття | Партнерка      | Суперниці                          | Рахунок       |
| --------- | ---- | ---------------- | -------------------------------- | -------- | -------------- | ---------------------------------- | ------------- |
| Поразка   | 1.   | 21 липня 1996    | Фрінтон, Велика Британія         | Трава    | Аніта Курімаї  | Лусі Ал Ширлі-Енн Сіддалл          | 1–6, 4–6      |
| Перемога  | 1.   | 28 липня 1996    | Дублін, Ірландія                 | Трава    | Сара Стенлі    | Кайлі Моулдс Сінді Вотсон          | 6–4, 6–4      |
| Перемога  | 2.   | 8 червня 1997    | Літл-Рок, США                    | Тверде   | Саманта Рівз   | Еріка Адамс Тіна Самара            | 6–0, 6–4      |
| Перемога  | 3.   | 23 червня 1997   | Грінвуд (Південна Кароліна), США | Тверде   | Мелісса Бідмен | Кейрстен Еллі Тіна Самара          | 4–6, 6–2, 6–4 |
| Поразка   | 2.   | 26 липня 1997    | Дублін, Ірландія                 | Килим    | Аманда Огастус | Суріна Де Беер Ліззі Джелфс        | 3–6, 6–4, 4–6 |
| Поразка   | 3.   | 22 вересня 1997  | Ньюпорт-Біч, США                 | Тверде   | Аманда Огастус | Джинджер Гелгесон-Нілсен Джанет Лі | 3–6, 3–6      |
| Перемога  | 4.   | 8 серпня 1999    | Гаррісонсбург (Вірджинія), США   | Тверде   | Аманда Огастус | Джулія Дітті Wang I-ting           | 5–7, 6–3, 6–2 |
| Перемога  | 5.   | 25 червня 2000   | Монреаль, Канада                 | Тверде   | Аманда Огастус | Дженніфер Ембрі Крістіна Крашевскі | 3–6, 7–5, 6–0 |
| Поразка   | 4.   | 2 липня 2000     | Лашін, Канада                    | Ґрунт    | Аманда Огастус | Дженніфер Ембрі Крістіна Крашевскі | 1–6, 5–7      |
| Перемога  | 6.   | 17 вересня 2000  | Осака, Японія                    | Тверде   | Аманда Огастус | Хісамацу Сіхо Чон Мі Ра            | 6–3, 6–2      |
| Перемога  | 7.   | 1 жовтня 2000    | Саґа (Саґа), Японія              | Трава    | Аманда Огастус | Нанні де Вільєрс Ева Крейчова      | 6–4, 6–3      |
| Перемога  | 8.   | 5 листопада 2000 | Голд-Кост, Австралія             | Тверде   | Аманда Огастус | Наталі Грандін Ніколь Ренкен       | 6–4, 6–3      |